# 李贻衡
李贻衡（1942年3月14日—），男，湖北武汉人，中华人民共和国政治人物，曾任湖南省公安厅厅长，中共湖南省委常委，湖南省政协副主席，第十届全国政协委员。